# Slim
 For alternative betydninger, se Slim (flertydig). (Se også artikler, som begynder med Slim)
 "Snot" omdirigeres hertil. For andre betydninger af Snot, se Snot (flertydig).
Slim (latin mucus; slang om slim fra næsen: snot) i kroppens slimhinder bl.a. øjnene, næsen, lungerne, skeden, mavesækken, tarmene og endetarmen.
I øjnene, næsen og lungerne opfanger slimen bakterier, pollen, svampesporer, bakteriesporer, luftforurening og tobaksrøg. Slimen transporteres via fimrehårenes bevægelser opad og ud som "øjesnask", bussemænd og snot.
Slim er klæbrig uden at fordampe synderligt meget fugt fra overfladen. Grunden til det er at f.eks. øjnenes slim har en tynd oliehinde yderst. Dette er en fordel i kulde, da man så ikke fryser yderligere pga. slimoverfladen. I forhold til en våd overflade virker slim derfor "varmeisolerende".
Slim er et tyktflydende kolloid af mucin (glykosylerede proteiner) og salte i vandig opløsning, som desuden indeholder antiseptiske enzymer og immunogluboliner.
Det produceres af bægerceller i de slimhinder der dækker overfladen af de indre overflader i kroppen.
| Naturvidenskab | Spire Denne naturvidenskabsartikel er en spire som bør udbygges. Du er velkommen til at hjælpe Wikipedia ved at udvide den. |